# 남위 49도
남위 49도는 적도로부터 남쪽으로 49도 떨어진 위선이다. 대서양, 인도양, 태평양, 남아메리카를 지난다.
이 위도에서의 일조시간은 하지일 때 16시간 12분, 동지일 때 8시간 14분이다.

## 지나가는 지역
남위 49도선은 본초 자오선에서 동쪽 방향으로 다음 지역들을 지나간다.
| 좌표                                                   | 국가·지역·해역             | 비고                                     |
| ------------------------------------------------------ | -------------------------- | ---------------------------------------- |
| 남위 49° 0′ 동경 0° 0′  / 남위 49.000° 동경 0.000°     | 대서양                     |                                          |
| 남위 49° 0′ 동경 20° 0′  / 남위 49.000° 동경 20.000°   | 인도양                     |                                          |
| 남위 49° 0′ 동경 68° 48′  / 남위 49.000° 동경 68.800°  | 프랑스령 남방 및 남극 지역 | 케르겔렌 제도                            |
| 남위 49° 0′ 동경 69° 36′  / 남위 49.000° 동경 69.600°  | 인도양                     |                                          |
| 남위 49° 0′ 동경 147° 0′  / 남위 49.000° 동경 147.000° | 태평양                     | 뉴질랜드 안티포디섬 북쪽 통과            |
| 남위 49° 0′ 서경 75° 35′  / 남위 49.000° 서경 75.583°  | 칠레                       | 파타고니아 군도의 웰링턴섬, 마가야네스주 |
| 남위 49° 0′ 서경 72° 59′  / 남위 49.000° 서경 72.983°  | 아르헨티나                 | 산타크루스주                             |
| 남위 49° 0′ 서경 67° 31′  / 남위 49.000° 서경 67.517°  | 대서양                     |                                          |

## 같이 보기
- 남위 48도
- 남위 50도